# Duka
Duka is een plaats (község) en gemeente in het Hongaarse comitaat Vas. Duka telt 277 inwoners (2001).